# L'albero dei giannizzeri
L'albero dei giannizzeri (The Janissary Tree) è il primo romanzo di Jason Goodwin pubblicato nel 2006. Il libro è un romanzo giallo con una forte ambientazione storica che si svolge nella Istanbul del 1836. Ha vinto l'Edgar Award come miglior romanzo  nell'ambito dei generi giallo, horror e thriller nel 2007.

## Trama
Il personaggio principale è Yashim Togalu, eunuco di corte amante della letteratura francese (Le relazioni pericolose è il romanzo che legge nei rari momenti di pausa che si concede) e della buona cucina. “…uomo alto e robusto sulla quarantina, con una grande massa di boccoli neri e qualche filo bianco; niente barba, ma baffi neri ricciuti…..gli zigomi alti da turco e i grigi occhi a mandorla...”
La storia si svolge esattamente dieci anni dopo lo scioglimento del corpo dei Giannizzeri a seguito della loro rivolta repressa nel sangue dal nuovo corpo di fanteria (Nuova Guardia) fedele al sultano Mahmud II. 
Il romanzo si apre con una serie di misteriosi episodi, l'uccisione di una gözde, fanciulla dell'harem del sultano scelta per dividere per una notte il letto con lui e la sparizione di 4 cadetti della Nuova Guardia. Yashim, quale eunuco di corte, si trova coinvolto in prima persona nelle indagini che porteranno l'autore a svelare usi e costumi della Istanbul Imperiale ed in particolare tradizioni mistico religiose presenti all'interno del corpo dei Giannizzeri.